# Affaire Méchinaud
L'affaire Méchinaud, ou Affaire des disparus de Boutiers, désigne l'ensemble des évènements liés à la disparition le 24 décembre 1972 de la famille Méchinaud, de Boutiers-Saint-Trojan, près de Cognac (Charente).
Cette affaire n'est pas résolue à ce jour et les enquêteurs ne disposent d'aucun indice ni d'aucune piste.

## Les faits
Dans la nuit du 24 au 25 décembre 1972, la famille Méchinaud, composée de Jacques Méchinaud, âgé de 31 ans, de son épouse Pierrette, 29 ans, et de leurs enfants Éric, 7 ans, et Bruno, 4 ans, passe le réveillon de Noël chez des amis à Cognac, rue de la Plante.
Vers une heure du matin, les Méchinaud prennent congé de leurs hôtes et montent dans la voiture familiale pour regagner leur domicile situé au 14, route de Saint-Trojan, à Boutiers-Saint-Trojan, à moins de quatre kilomètres, sur l'autre rive de la Charente.
Ils n'arriveront jamais à destination et personne ne les reverra jamais.

## L'enquête
Une semaine plus tard, alertés par les parents de Jacques Méchinaud, les gendarmes investissent la maison familiale. Dans le réfrigérateur, ils trouvent une dinde avariée ainsi que des huîtres, également avariées. Sous le sapin de Noël décoré de façon traditionnelle, se trouvent les cadeaux encore emballés des enfants. Sur la table du salon, un carnet de chèques. Aucun vêtement ou effet personnel de la famille ne manque.
Après quelques semaines d'enquête, l'image de la famille sans histoire semble voler en éclats. Depuis quelques mois, Pierrette avait un amant (Maurice Blanchon, un voisin du village), et songeait à divorcer. Selon le frère de Jacques Méchinaud et un de ses collègues de l'usine Saint-Gobain de Châteaubernard, Jacques Méchinaud l'avait découvert depuis peu de temps. Mais aucun élément de l'enquête ne permet de privilégier cette piste plus qu'une autre comme élément déclencheur de leur disparition.
Dans les mois et les années qui suivent, des fouilles de grande ampleur sont organisées autour de Cognac, puis dans une grande partie de la région. La Charente est draguée sur des kilomètres, mais aucune découverte notable ne permet de faire avancer l'enquête.
À plusieurs reprises par la suite, de nouvelles fouilles sont entreprises et le fleuve est inspecté, par exemple en 2011, 2012, 2013.
De plus, à chaque découverte d'ossements quelque part en Charente, des analyses ADN sont effectuées, toujours en vain à ce jour,.
L'enquête, qui pourra profiter des nouvelles technologies mises en œuvre par la police technique et scientifique de la gendarmerie, reste ouverte sous le nom de code Bruneri 47, du nom des deux enfants du couple Méchinaud, Bruno et Eric, et de l'âge de ces enfants au jour de la disparition de la famille (4 et 7 ans). Une boite de courriel a aussi été ouverte à ce nom, destinée au public, et aux personnes qui voudraient écrire aux enquêteurs pour éventuellement leur fournir de nouveaux témoignages ou de nouvelles informations susceptibles de faire avancer l'enquête.
En 2020, l'enquête est relancée : des investigations ont lieu chez Maurice Blanchon. L’amant de la mère de famille est interrogé et son terrain sondé. L'affaire est ensuite reprise par le Pôle judiciaire dédié aux affaires criminelles non élucidées, créé sur l'initiative de Jacques Dallest.
En 2023, alors retraité, l’adjudant-chef Stéphane Chalumeau, qui avait relancé l'enquête en 2001, affirme qu'il a une forte conviction quant au coupable, sans la communiquer car les investigations continuent.

## Un cas exceptionnel
L'affaire des disparus de Boutiers est un cas unique à ce jour dans les annales judiciaires françaises : c'est la seule affaire en France où, après la disparition d'une famille entière, aucun des corps n'a été retrouvé, ni la voiture et où l'on ne dispose d'aucun témoignage ou du moindre indice, ni de rien qui permettrait d'orienter l'enquête.
De nombreuses pistes sont explorées en vain par les gendarmes chargés de l'enquête : mauvaise rencontre nocturne, suicide collectif de toute la famille, assassinat de la famille par le père, avant que lui-même ne se suicide ou ne s'enfuie, fuite précipitée de la famille à l'étranger pour y commencer une nouvelle vie.

## Sources

### Documentaires télévisés
L'affaire est traitée dans plusieurs émissions et documentaires télévisés, dont les suivants :
- Le 22 février 2012 dans l'émission Présumé innocent présenté par Jean-Marc Morandini sur D8[13].
- Le 26 juin 2003 dans Pièce à conviction présenté par Élise Lucet sur France 3.
- Dans Coupable ou non coupable sur RMC Découverte.
- [vidéo] « L'affaire Méchinaud » sur France 2, 20 février 2021, 52 min.

### Émissions radiophoniques
- L'Heure du crime, présenté par Jacques Pradel, RTL, le 30 novembre 2011.
- L'Heure du crime, présenté par Jacques Pradel, RTL, le 13 avril 2016[14].
- L'Heure du crime, présenté par Jacques Pradel, RTL, le 28 juin 2017[15].
- L'Heure du crime, présenté par Jean-Alphonse Richard, RTL, le 16 décembre 2020[16].
- Histoire de France, Europe 1, le 8 février 2003.